# Погремушка

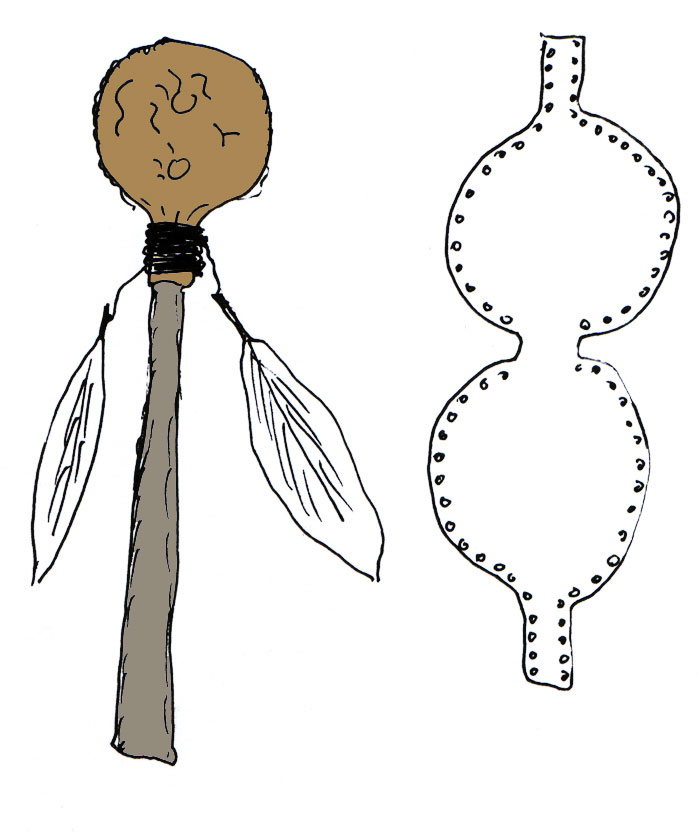
Погремушка и выкройка

Детская погремушка

Погрему́шка — ударно-шумовой музыкальный инструмент, использующийся в танцах, а также в шаманских ритуалах.

## Описание
Основные элементы — камера (собственно сама погремушка) и наполнитель. Камера может быть из самых разных материалов: высушенной тыквы, раковин, необработанной, так называемой сырой кожи, дерева, рога, черепашьего панциря, керамики, высушенных горл гусей и уток, мочевых пузырей или из любых готовых ёмкостей. Наполнителем служат камешки, глиняные шарики, дробь, высушенные бобы, горох или другие семена и косточки. Обычно погремушки также имеют ручку-держатель. Традиционные и ритуальные погремушки часто украшаются перьями, бисером, на камеру наносится рисунок.

## Использование
Является игрушкой для самых маленьких детей. 
В детских захоронениях радимичей IX—XI веков обнаружены овальные или круглые погремушки, сделанные из обожженной глины, которые представляют собой пустотелые шарики с камешком внутри. Это простейший самозвучащий ударный музыкальный инструмент, издающий звук при встряхивании. Помимо детской забавы, глиняные погремушки могли выполнять обрядовые функции, связанные с древними языческими верованиями. В культурных слоях XI—XV веков находят глиняные погремушки с одним, двумя, пятью отверстиями («глазками») или без них, иногда покрытые глазурью. В раскопках Великого Новгорода находят глиняные погремушки в виде птиц. В позднее время погремушка также могла изготавливаться из металла, принимала различные формы и способы употребления.  
Д. Н. Ушаков описывает музыкальный инструмент как: «небольшой глухой бубенчик на конской сбруе, на маскарадном костюме, на ударном инструменте». Входила в состав русских народных музыкальных инструментов.
В шаманских традициях погремушка используется в шаманских ритуалах призывания духов и процессах шаманского исцеления. С точки зрения шамана, погремушка является своего рода «антенной силы» — объектом, призывающим духов-помощников и помогающим привносить их силу и помощь в работу шамана, и используется в начале ритуала. В шаманском мировоззрении погремушка наделяется собственным Духом, способным на самостоятельное проявление. В ритуале погремушка как будто «руководит» рукой шамана. В некоторых традициях погремушка является аналогом бубна и сопровождает всё камлание от начала и до конца. В Древней Греции погремушкой для культовых обрядов служил керамический сосуд формискос (др.-греч. φορμίσκος).
Об использовании погремушки в качестве музыкального инструмента см. также Маракас.